# エリー・ラッカワナ鉄道
エリー・ラッカワナ鉄道（エリー・ラッカワナてつどう、英語: Erie Lackawanna Railway、1968年までは正式にはErie-Lackawanna Railroad、報告記号はEL）は、1960年にエリー鉄道とデラウェア・ラッカワナ・アンド・ウェスタン鉄道が合併して発足した、アメリカ合衆国の鉄道事業者である。公式モットーは"The Friendly Service Route"であった。

## 歴史

### 設立と初期の成功
州際通商委員会は1960年9月13日に合併を承認し、10月17日付でエリー鉄道とデラウェア・ラッカワナ・アンド・ウェスタン鉄道が合併してエリー・ラッカワナ鉄道が発足した。
エリー・ラッカワナ鉄道は、その16年間の存在期間中、ほぼ常時存続をかけて戦っていた。合併元の2社は着実に旅客・貨物輸送量を減らし、資金を失い、長年積み重なった巨額の債務に苦しみ、資産税を課され、規模が大きく損失の大きい通勤輸送事業を行っていた。これらの歴史の長い2社は、合併の4年前の1956年から、ハドソン川沿いやニューヨーク州南部などで設備の統合を開始していた。デラウェア・ラッカワナ・アンド・ウェスタン鉄道は1940年代以来、ペンシルベニア州の無煙炭やセメントの輸送が衰退していたことに大きな影響を受けていた。エリー鉄道は、1950年代に高速道路の改良が進んで以来、運賃の高い果物や野菜の西部からニューヨークへの輸送を失いつつあった。また両社とも、1959年のセントローレンス海路の開通で、ヨーロッパやアフリカ、南アメリカなどの港と五大湖沿岸のバッファロー、クリーブランド、デトロイト、ダルース、シカゴなどの町が大洋用の大型貨物船で結ばれたことにも影響を受けていた。デラウェア・ラッカワナ・アンド・ウェスタン鉄道はハドソン川沿いのホーボーケン駅に港湾設備を所有しており、以前は船舶に積み込みあるいは積み降ろされた多くの物資を輸送していた。
エリー・ラッカワナ鉄道を含め、北東部の鉄道はすべて、過剰な規制、政府の補助金を受けた高速道路や水路との競争、都市部における高い資産税、通勤輸送、市場の飽和（残されている需要に対して多すぎる鉄道路線がある）などの問題から衰退し始めていた。東部の都市では1960年代に古い多層階建ての工場の閉鎖が見られ、さらに1970年代になると自動車や製鉄などの産業の衰退も続き、エリー・ラッカワナ鉄道にとっての伝統的な輸送需要を侵食した。また、19世紀末に制定された政府の規制政策のために、エリー・ラッカワナ鉄道も他の鉄道会社も、航空機・バス・自家用車などとの競争により不採算となっていた長距離の旅客列車の廃止をすぐには実施できなかった。
しかしエリー・ラッカワナ鉄道は、大規模な費用削減（並行路線の廃止）、設備の近代化、郊外における工業の発展、ピギーバック輸送の増加、長距離旅客輸送の着実な削減（1970年1月6日に全廃）などにより、1960年代半ばから末にかけては利益を計上していた。また、エリー・ラッカワナ鉄道の路線がかなりの部分で並行していたペン・セントラル鉄道の路線が輸送障害を起こしていたことから、一時的にエリー・ラッカワナ鉄道へ移ってくる輸送需要も見られていた。エリー・ラッカワナ鉄道は最新式のディーゼル機関車修理施設をオハイオ州マリオンに建設し、ペンシルベニア州ミードビルの大規模な車両修理工場を改修した。ニューヨーク都市圏における損失の大きな郊外旅客輸送に関しては、エリー・ラッカワナ鉄道はニュージャージー州と1960年代末に協定を結び、新しい機関車や客車の購入に関して適切な補助金を得られることになった。また1970年にはユナイテッド・パーセル・サービス (UPS) との間に利益の上がる契約を結ぶことに成功し、ニュージャージーとシカゴを結んで毎日5本のインターモーダル輸送の列車の運転が始まった。

### 衰退から倒産へ
ノーフォーク・アンド・ウェスタン鉄道の持ち株会社であるデレコ (Dereco) が買収して、1968年3月1日にデレコの子会社であるエリー・ラッカワナ鉄道 (Erie Lackawanna Railway) として再編された。4月1日付で、ノーフォーク・アンド・ウェスタン鉄道とチェサピーク・アンド・オハイオ鉄道の間で提案されていたが結局実現しなかった合併の条件として、資産が移管された。この当時デレコはデラウェア・アンド・ハドソン鉄道も所有していた。
1972年、ハリケーン・アグネスが特にニューヨーク州南西部において、多くの線路と関連施設を破壊した。修理の費用と失われた収入のために会社は倒産し、6月26日に連邦倒産法77条に基づく再建を申請した。州間高速道路80号線が1971年までにペンシルベニア州およびニュージャージー州を横切って完成したことで、かつて獲得したピギーバック輸送が逸走し、エリー・ラッカワナ鉄道の財務問題はさらに深刻化した。一方でエリー・ラッカワナ鉄道は、シカゴとニューヨーク都市圏を結ぶ輸送がペン・セントラル鉄道（旧ニューヨーク・セントラル鉄道）より遅いが信頼できるとして、大規模なピギーバック輸送の契約をUPSから獲得した。たとえば、1971年時点でペン・セントラル鉄道はニューヨーク都市圏とシカゴ都市圏の間ではオフィシャル・ガイド・オブ・レールウェイズによれば24時間30分でピギーバック輸送を行うとしていたが、エリー・ラッカワナ鉄道の従業員向け時刻表によるとこれに対応する輸送は28時間45分であった。1973年時点では、ペン・セントラル鉄道の最速は26時間15分であったが、エリー・ラッカワナ鉄道の最速は29時間30分であった。
1972年の倒産後は、エリー・ラッカワナ鉄道の経営陣は、重い債務の負担なしに財務の再編を行うことを望み、独立路線をいこうと考えていた。このため、当初はコンレールが他の破綻した東部の大鉄道会社を買収することに参加する関心がなかった。コンレールの準備段階および最終の鉄道網計画によれば、エリー・ラッカワナ鉄道はチェシー・システムに統合されることになっていた。しかし、労働組合と妥協に達することができなかった。また1975年時点でアメリカ合衆国東部の経済は1973年に発生したオイルショックの影響を大きく受けており、政府の支援で再建されるコンレールに対抗して、エリー・ラッカワナ鉄道が独自に競争してやっていける望みはまったくなくなってしまった。このため、エリー・ラッカワナ鉄道は最後の段階でコンレールへの参加を申請し、受け入れられた。
1976年に会社の鉄道資産のほとんどは連邦政府によって買い上げられ、他の会社の鉄道資産を合わせてコンレールが発足した。独立したエリー・ラッカワナ・エステートはそれから数年間存続した。この会社はエリー・ラッカワナ鉄道のわずかな非鉄道資産を清算し、エリー・ラッカワナ鉄道とその前身が積み上げてきた債務の債権者に対して、鉄道資産の売却代金と合わせて配当を行った。債権者は、伝統的な鉄道事業を継続していくよりも多くの金を売却によって受け取ることができた。このため、エリー・ラッカワナ鉄道は存続するよりも解散した方がよかった企業の一例となっている。

## 有名な旅客列車
- 列車番号1/2 フェーベ・スノー（英語版）、ニューヨーク - シカゴ間、1966年11月27日/28日廃止
- 列車番号7 パシフィック・エクスプレス、列車番号8 アトランティック・エクスプレス、どちらも1965年8月廃止
- 列車番号5/6 レイク・シティズ（英語版）、1970年1月5日/6日廃止
- 列車番号10 ニューヨーク・メール、列車番号15 オウル、1969年5月23日廃止

クリーブランドとヤングスタウンを結ぶ列車番号28/29の通勤列車もあり、1977年1月14日に廃止になった。1976年4月以降はコンレールが運行していたが、ニューヨーク/ニュージャージー通勤輸送地区以外でエリー・ラッカワナ鉄道の旅客輸送の最後のものであった。この列車はかつてのエリー・ラッカワナ鉄道の本線の旅客列車と同じ機関車と客車を使用していた。
エリー・ラッカワナ鉄道はニューヨーク都市圏において大規模な通勤輸送を行っており、これはコンレールへ移管されたのち、1983年からニュージャージー・トランジットとメトロノース鉄道が所有・運行している。

## 運行が継続されている路線
ニュージャージーやニューヨークにおける大規模な通勤輸送網のほとんどは、運行が継続されている。ニュージャージー・トランジットのホーボーケン・ディビジョンのメイン・ライン、バーゲン・カウンティ線、パスカック・バレー線、モリスタウン線、グラッドストン支線、モントクレア-ブーントン線などはかつてのエリー・ラッカワナ鉄道線である。メトロノース鉄道のポート・ジャービス線は、かつての本線のサファーン - ハリマン間およびガイマード - ポート・ジャービス間である。ハリマンとガイマードの間は、ポート・ジャービス線は高速貨物線であるかつてのグラハム線を経由している。
他の区間は貨物船として運行しており、特にニューヨーク州、ポート・ジャービス駅より西の区間、ペンシルベニア州、オハイオ州などである。かつてのエリー・ラッカワナ鉄道線は、コンレールの分割に伴ってノーフォーク・サザン鉄道に売却された。
ニューヨーク州ホーネルとペンシルベニア州ミードビルの間のかつての本線は、ノーフォーク・サザン鉄道との借り受け契約によりウェスタン・ニューヨーク・アンド・ペンシルバニア鉄道が運行している。ビンガムトンとポート・ジャービスの間は、ノーフォーク・サザン鉄道との借り受け協定により、ニューヨーク・サスケハナ・アンド・ウェスタン鉄道の子会社セントラル・ニューヨーク鉄道が運行している。かつてのノーザン・ディビジョンはビンガムトンとシラキュースの間でニューヨーク・サスケハナ・アンド・ウェスタン鉄道が運行しており、一方でシェナンゴ・フォークスからユーティカまでのユーティカ支線は線路流失と輸送需要の少なさのために運行が中止されている。ヤングスタウンより西では、1980年以前の時点で並行するペン・セントラル鉄道の路線を残して廃止され撤去された。かつての路線のうち短区間がショートラインとして運行を続けている。オハイオ州のマンスフィールドとアシュランドの間はアシュランド鉄道として運行している。また別な区間がオハイオ州オンタリオのゼネラルモーターズの工場とマンスフィールドのノーフォーク・サザン鉄道の路線を結んでいる。そしてオハイオ州ライマとエルギンの間の区間は、R.J.コーマン鉄道のウェスタン・オハイオ線として運行されている。2010年5月時点で、エルギンとグレンモアの間の12マイルの区間はアレン郡ポート・オーソリティの権限で撤去され売却されている。
かつてのデラウェア・ラッカワナ・アンド・ウェスタン鉄道の本線のうち、スクラントンとビンガムトンの間は現在カナダ太平洋鉄道が所有しており、一部デラウェア・アンド・ハドソン鉄道を置き換えている。一方で、エリー・ラッカワナ鉄道のペンシルベニア州内の他の区間はデラウェア-ラッカワナ鉄道が運行している。